# Drawa (uzbrojenie)

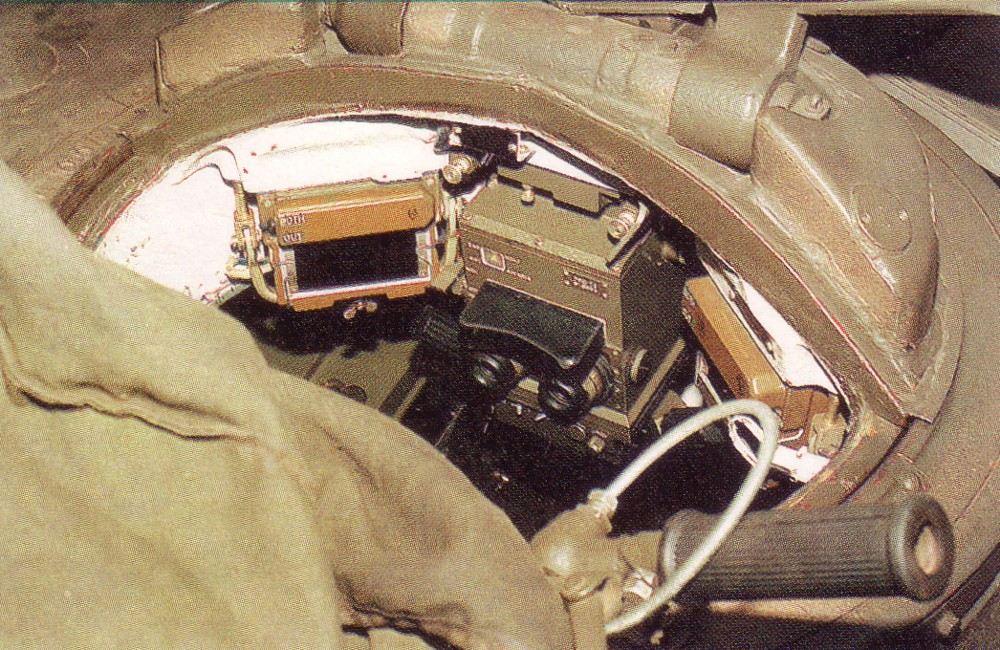
Wnętrze czołu PT-91 Twardy

Drawa – polski system kierowania ogniem wozów bojowych zastosowany m.in. w polskim czołgu PT-91 Twardy.
System został opracowany przez Warszawskie Przemysłowe Centrum Optyki S.A. Pierwszy funkcjonalny model Drawy powstał w 1988 roku. Pierwsze urządzenia trafiły do prototypów oraz pierwszych czołgów seryjnych PT-91 (ok. 35 wozów). Model ten dostał oznaczenie SKO-1M/Drawa. Wykorzystano w nim noktowizyjny przyrząd celowniczy PCN-A z mikrokanalikowym wzmacniaczem światła, zastosowany w miejsce oryginalnego noktowizora aktywnego TPN-1-49-23.
Wkrótce jednak zastąpiła go nowa odmiana – SKO-1T/Drawa-T, w której zamiast celownika PCN-A zastosowano celownik PCT z kamerą termowizyjną. Zakupy kamer I generacji TES (Thermal Elbow Sight), wówczas reprezentujących światowy standard, realizowano w izraelskiej firmie El-Op. Łącznie do 2000 r. PCO zakupiło ich 202 sztuki, z których niemal wszystkie zamontowano w czołgach.